# Котс, Фрэнсис
Фрэ́нсис Котс (англ. Francis Cotes; 20 мая 1726, Лондон — 16 июля 1770, Ричмонд [ныне в черте Лондона]) — английский живописец и пастелист, выдающийся портретист георгианской эпохи, один из основателей Королевской Академии художеств в 1768 году.

## Жизнь и творчество
Родился в Лондоне, старший сын Роберта Котса, аптекаря (его младший брат Фрэнсис Сэмюэль Котс (1734—1818) также стал художником, специализирующийся на миниатюрах).
Отец художника был некоторое время мэром города Голуэй в Ирландии в 1716—1717 (мэру не было ещё 21 года). Опасаясь ареста, будучи втянут в религиозное противостояние местных общин, он был вынужден переселиться в Лондон, чтобы оспорить уголовное обвинение в парламенте, здесь он и поселился в приходе Святой Марии Савойской. Он был два раза женат: в 1721 году на Анне Фаулер, которая умерла на следующий год, в 1725 году он женился на Фрэнсис Линн, дочери секретаря Королевского Африканского общества. В 1726 году их старший ребёнок Фрэнсис (будущий художник), был крещён в церкви Сент-Мэри-ле-Стрэнд.
Котс учился у портретиста Джорджа Кнэптона (1698—1778) вплоть до создания собственной мастерской в доме своего отца на Корк-стрит в Лондоне. Предполагают, что именно хорошее знакомство с химией позволило ему внести новшества в изготовление пастели. Современники высоко ценили его познания в этой области — в 1764 году Котс был приглашён Обществом художников для прочтения публичной лекции о способах фиксации пастели. Некоторые источники указывают на то, что он, возможно, даже отправился в Италию для изучения живописи, хотя нет никаких прямых доказательств этого. Возможно, Котс был знаком с Жаном Этьеном Лиотаром, приезжавшим в Лондон в 1753 году. Первые известные самостоятельные работы Котса в технике пастели относятся к 1752 году.
В 1763 году Фрэнсис Котс купил большой дом (позже, занятый другим английским художником Джорджем Ромни) на Кавендиш-сквер. Фрэнсис Котс был женат на Sarah Adderie с 1764 года. Исследования, проведённые в различных архивах, показывают, что она получила крещение в 1718 году, следовательно была значительно старше своего мужа. Она была дочерью богатого предпринимателя William Adderiey; её братья Уильям и Джон (1706—1756) также были вовлечены в крупный пивоваренный бизнес.
Один из самых модных портретистов своего времени, Фрэнсис Котс был у истоков создания Общества художников короля Георга III и стал его председателем в 1765 году. Участвовал в его выставках с 1761 по 1768 год, а в 1767 году он получил королевский заказ на портреты королевы Шарлотты и принцессы Шарлотты, принцессы Луизы и королевы Каролины Матильды Датской (ныне в The Royal Collection). Котс был приглашён стать одним из первых членов Королевской Академии. В 1767 году король позволил Котсу создать поясную пастель королевы Шарлотты с принцессой Шарлоттой (сейчас в The Royal Collection), скорее всего, это было сделано как эскиз к полноразмерным в масле, картина была представлена на ежегодной выставке Общества. Раньше Георг III считал, что неуместно для портрета представителей королевской семьи быть выставленным публично, он даже не принимал многочисленные приглашения от Общества художников посетить ежегодную выставку. Это была весомая поддержка для Котса в соперничестве с Джошуа Рейнольдсом, который вообще решил не выставляться в этом году.
Фрэнсис Котс преподавал навыки пастели Джону Расселу, который описал методы Котса в своей книге «The Elements of Painting with Crayon».
Художник умер в 1770 году в возрасте 44 лет в Ричмонде. Причиной, вероятно, послужило отравление неким токсичным средством, использованным медиками в ходе перенесённой им за два года до этого операции. В письме от 25 ноября 1768 года он отказался от переизбрания на должность председателя Общества художников по мотивам плохого состояния здоровья. Посмертная распродажа принадлежавших ему картин состоялась в Лондоне в феврале 1771 года по его воле (выраженной незадолго до его смерти), основным бенефициарием которой стала его вдова.

## Особенности творчества и его судьба
Поклонник пастельных рисунков Розальбы Каррьеры Котс сосредоточился на работе пастелью и мелком (некоторые из его работ стали хорошо известны как гравюры). Позже Котс обратился к масляной живописи как средству для создания масштабных работ и получения большей оплаты. В своих самых успешных картинах, особенно начала 1760-х годов, масляная краска наносится тонко, в подражание его пастельной технике, картины пропитаны очарованием, вызывая сравнение с Алланом Рэмзи (1713—1784) и Джошуа Рейнольдсом. Картины художника обладают ясностью и теплотой, обращают внимание зрителя на тщательно выписанный костюм. После 1764 года костюмы в его картинах в основном были выполнены специалистом по драпировке живописцем Питером Томсом.
Творчество художника проходило в рамках стиля рококо, но носило отпечаток академизма.
После смерти художника его работы перестали пользоваться спросом. Вновь интерес к его творчеству привлекла продажа на аукционе Christie’s в Лондоне за рекордные £ 457 250 ($ 717 425) 3 июля 2012 года картины «Портрет Уильяма Эрла Уэлби и его первой жены, Пенелопы, играющих в шахматы на фоне занавеса». Картина отличается не только блестящим исполнением, но и интригует небанальной трактовкой сюжета. Картина была приобретена The Mattheisen Gallery в Лондоне.

## Галерея

Некоторые работы Фрэнсиса Котса
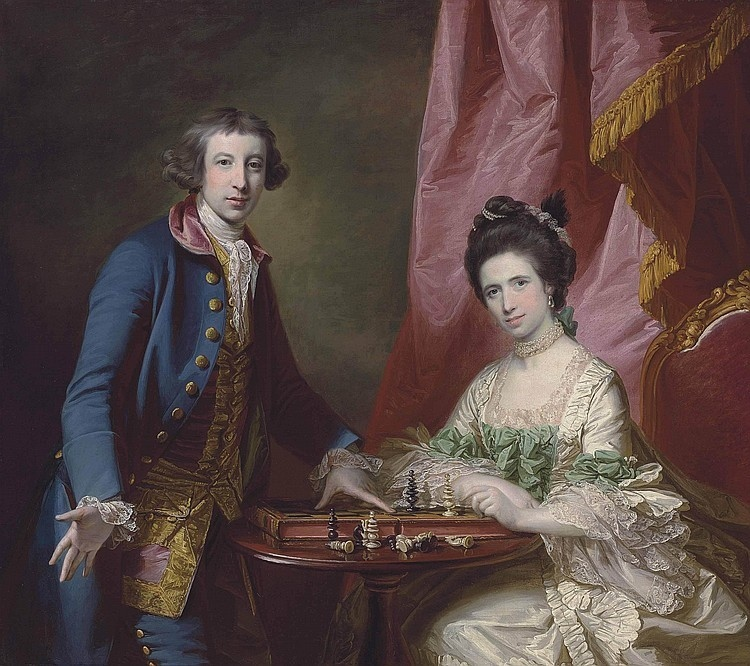
Портрет Уильяма Эрла Уэлби и его первой жены, Пенелопы, играющих в шахматы, 1769
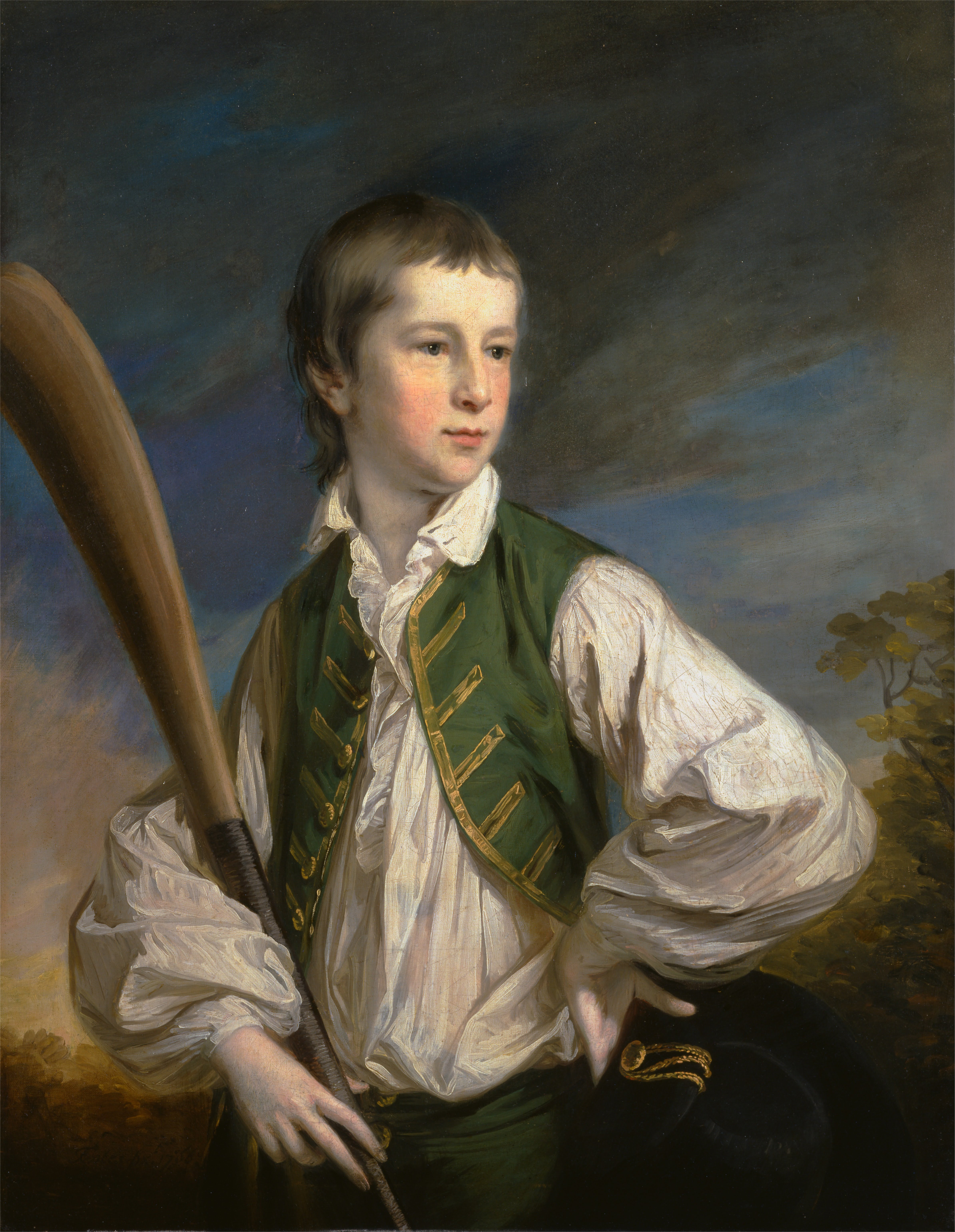
Портрет Charles Collyer с крикетной битой, 1766
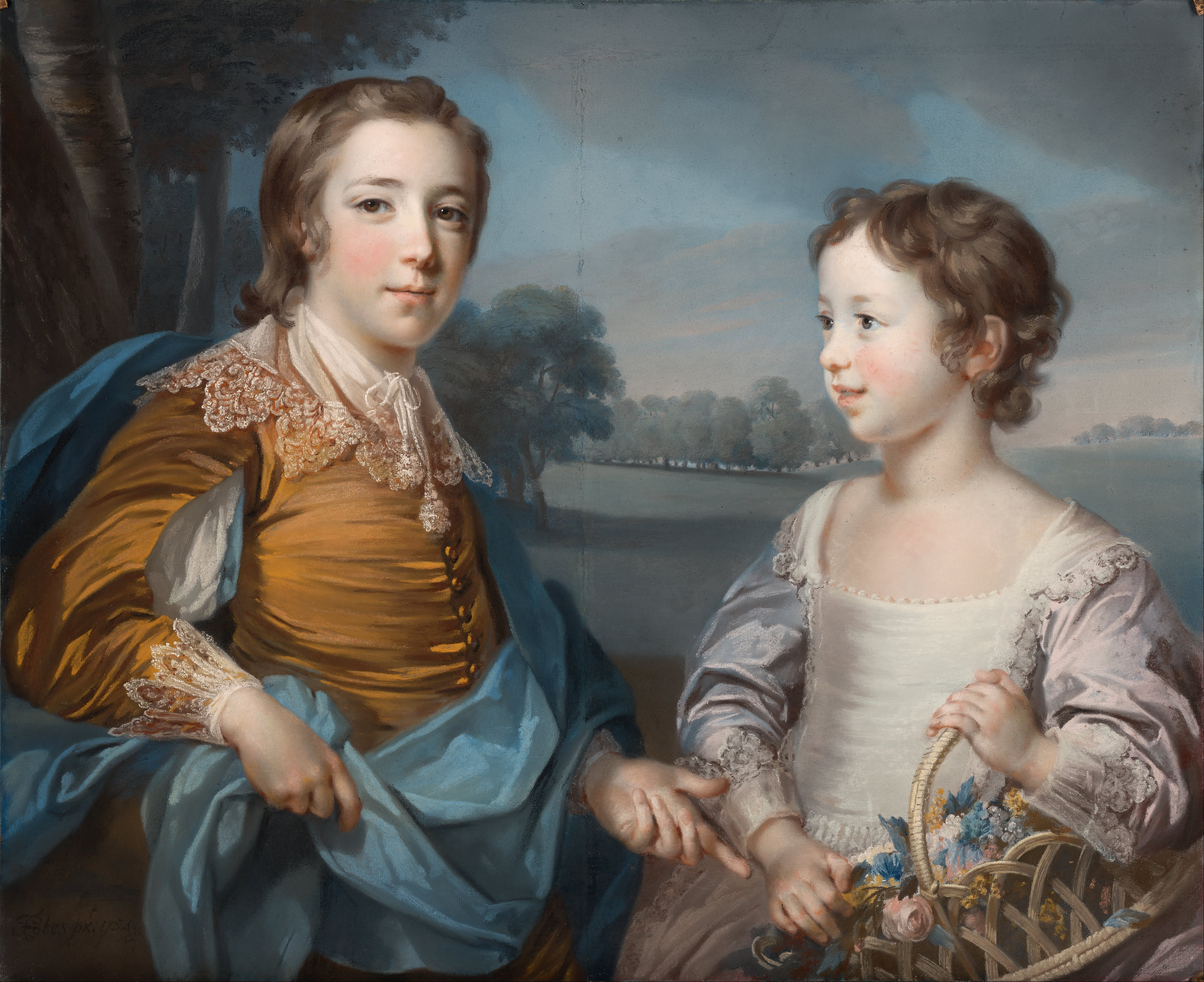
Портрет Joseph и John Gulston, 1754
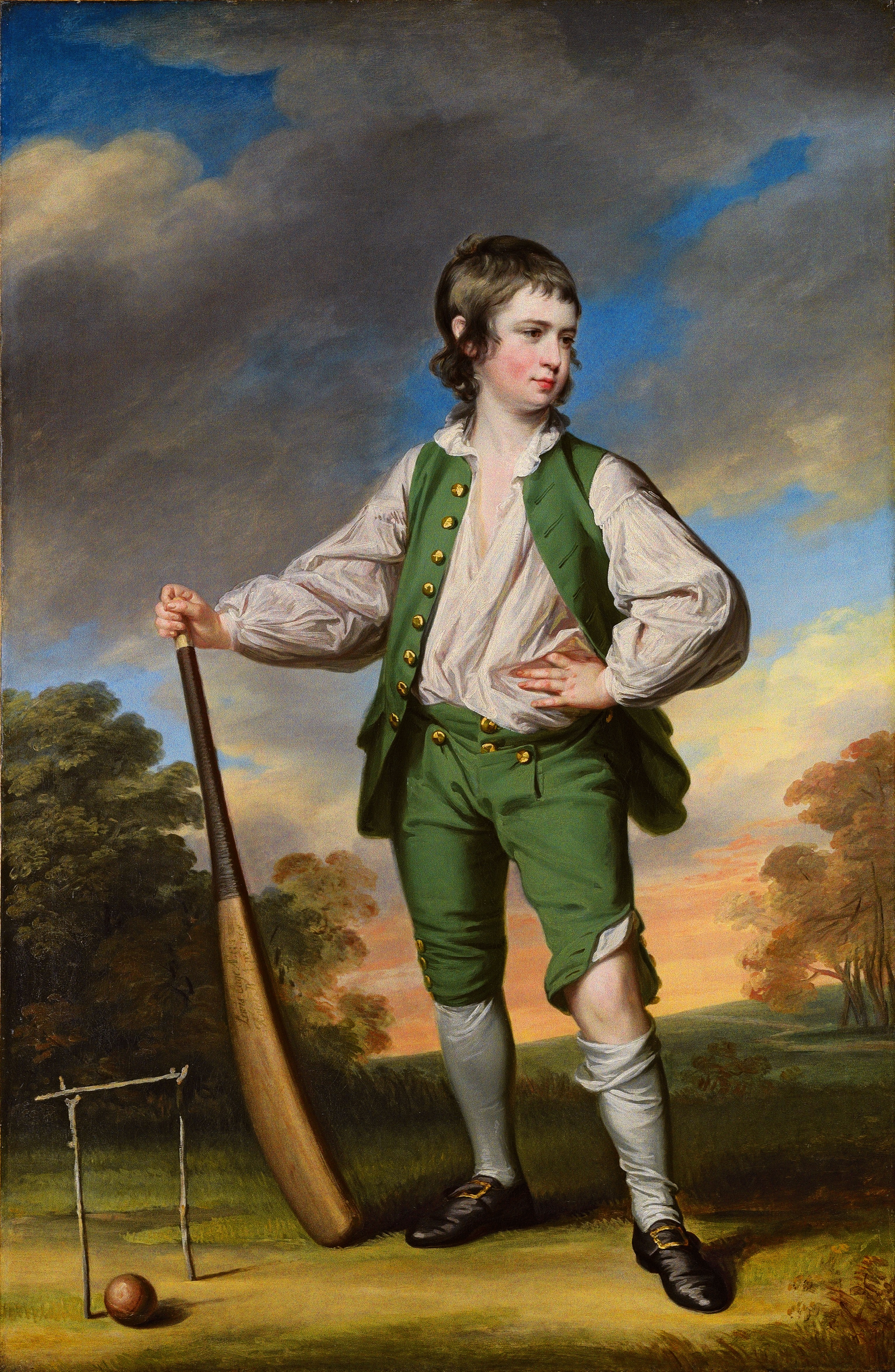
Портрет юного игрока в крикет, 1768
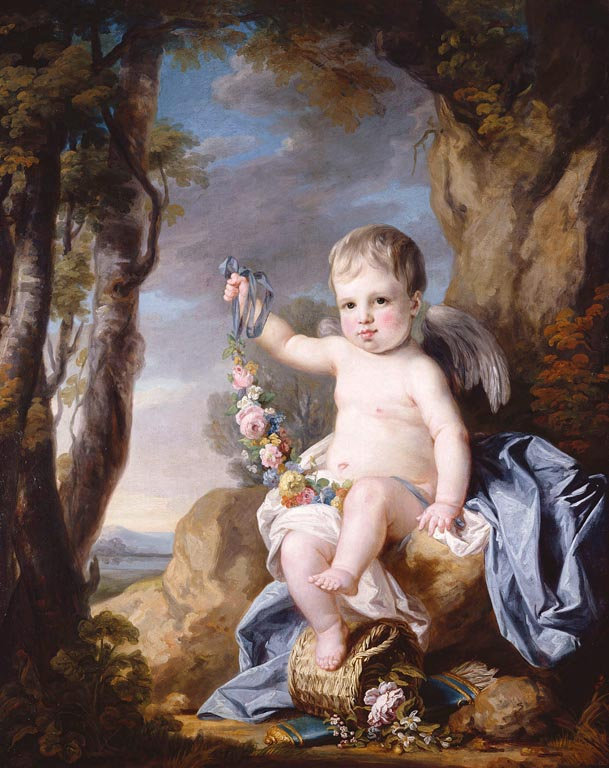
Атрибуция Фрэнсису Котсу. Портрет принца Эдуарда (1767-1820), впоследствии герцога Кентского